# Geranomyia lutulenta
Geranomyia lutulenta is een tweevleugelige uit de familie steltmuggen (Limoniidae). De soort komt voor in het Australaziatisch gebied.